# Random (rapper)
Random, pseudonimo di Emanuele Caso (Massa di Somma, 26 aprile 2001), è un rapper e cantante italiano.

## Biografia
Nasce in provincia di Napoli, ma cresce a Riccione.
Il suo album di debutto intitolato Giovane oro esce il 23 agosto 2018. Il 19 maggio 2019 pubblica il singolo Chiasso, che viene certificato doppio platino e raggiunge la terza posizione nella classifica FIMI. A fine 2019 intraprende una serie di concerti e viene scelto da MTV New Generation come artista del mese. L'11 ottobre 2019 pubblica il singolo Rossetto, in seguito certificato disco d'oro. A novembre è ospite nel programma Viva RaiPlay!. Nello stesso mese si esibisce alla Milano Music Week insieme ad altri artisti.
Nel maggio 2020, al posto di Enrico Nigiotti (che si è ritirato a causa di un lutto) partecipa al programma televisivo Amici speciali. Il 5 giugno 2020 pubblica il suo primo EP chiamato Montagne russe, che debutta al quinto posto della classifica FIMI. Nello stesso mese è ospite e si esibisce nel programma televisivo YO! MTV Raps in onda sul canale MTV.
Nel mese di Luglio 2020 il singolo Sono un bravo ragazzo un po' fuori di testa viene certificato disco d'oro; il singolo Rossetto viene certificato disco di platino.
Nel mese di agosto 2020 il singolo Sono un bravo ragazzo un po' fuori di testa viene certificato disco di platino. Il 18 settembre esce il singolo Morositas in collaborazione con Federica Carta. Il 9 ottobre esce il singolo Ritornerai 2.
Il 17 dicembre durante Sanremo Giovani 2020 viene annunciata la sua partecipazione al Festival di Sanremo 2021 come concorrente nella sezione Campioni. Il brano in gara si chiama Torno a te e si classifica ultimo.
Il 21 dicembre 2020 l'EP Montagne russe viene certificato disco d'oro.
Nel 2022 canta la canzone La ballata dei gusci infranti dall'omonimo film diretto da Federica Biondi.

## Discografia

### Album in studio
- 2018 – Giovane oro
- 2021 – Nuvole

### EP
- 2020 – Montagne russe

### Singoli
- 2018 – Bad bitch bionda
- 2019 – Re
- 2019 – Chiasso
- 2019 – 180
- 2019 – Rossetto
- 2020 – Scusa a a a
- 2020 – Marionette (feat. Carl Brave)
- 2020 – Sono un bravo ragazzo un po' fuori di testa
- 2020 – Nudi nel letto
- 2020 – Ritornerai 2
- 2020 – Sono luce
- 2021 – Torno a te
- 2021 – Sole quando piove (feat. Gio Evan)
- 2021 – (La musica dentro) la musica fuori
- 2021 – Siamo di un altro pianeta
- 2021 – Mi sento bene
- 2022 – Estranei (feat. VillaBanks)

### Collaborazioni
- 2020 – Etna (Etnico feat. Disa Joe & Random)
- 2020 – Prendere o lasciare (Nashley feat. Giaime & Random)
- 2020 – Morositas (Federica Carta feat. Random)

## Programmi televisivi
- Amici Speciali (Canale 5, 2020) concorrente
- Festival di Sanremo (Rai 1, 2021) concorrente big
- Back to School (Italia 1, 2022) Concorrente